# Peridiscaceae

## Descrição geral[1]
Peridiscaceae é uma família de plantas angiospérmicas (plantas com flor - divisão Magnoliophyta), pertencente à ordem Saxifragales.
A ordem à qual pertence esta família está por sua vez incluida na classe Magnoliopsida (Dicotiledóneas): desenvolvem portanto embriões com dois ou mais cotilédones. 
Consiste em árvores caducifólias, que são plantas cuja característica é a perda de suas folhas nos meses mais gélidos e secos, como o outono e o inverno.

## Diversidade taxonômica[1]
Reino - Plantae
    Filo - Tracheophyta
        Classe - Magnoliopsida
            Ordem - Saxifragales
                Família - Peridiscaceae
                   Gêneros -  Peridiscus
                                      Whittonia
                                     Soyauxia
                                    Medusdandra
Dentre os gêneros acima, Soyauxia possui 3 espécies:  Soyauxia kwewonii, Soyauxia floribunda e Soyauxia talbotii, Peridiscus possui apenas uma espécie: Peridiscus lucidus;  e Medusandra também possui apenas uma espécie: Medusandra richardsiana e Whittonia também possui apenas uma espécie: Whittonia guianensis.

## Morfologia[2]
Apresentam folhas simples, alternas, coriáceas (caem durante meses gélidos e secos), são tri-inervadas (3 nervuras), suas nervuras principais são proeminentes na face abaxial, seu pecíolo apresenta pulvinos nas extremidades. Dispõe de estípula, é intrapeciolar e caducas. Sua inflorescência se apresenta como racemo axilar em Peridiscus e como fascículos em Whittonia, as flores são actinomorfas (simetria bilateral), bissexuais, possuem de 4 a 7 sépalas, sua corola é ausente, seus estames são numerosos, o ovário é sincárpico, súpero, e está imerso no disco nectarífero em Peridiscus e no topo do disco nectarífero em Whittonia. Possuem de 3 a 4 carpelos, de 6 a 8 óvulos, seus frutos são classificados como drupas e possuem 1 semente.

## Relações filogenéticas[1][3][4]
Peridiscaceae é uma família de árvores tropicais pertencentes à ordem Saxifragales segundo o APG IV (2016), na qual se relaciona a um clado contendo todas as outras famílias. O tamanho relativamente grande das sementes, diferenças na concavidade do apex floral e sua distribuição tropical diferenciam Peridiscaceae do restante da ordem, de modo que já foi previamente incluída na ordem Violales por Cronquist em 1981, e em Malpighiales por Savolainen em 2000. Análises baseadas em DNA com suporte a morfologia relacionam 3 gêneros da seguinte forma: (Medusandra (Peridiscus + Soyauxia)) (Breteler et al. 2015). O gênero monoespecífico Whittonia ainda não foi envolvido em estudos filogenéticos, mas caracteres morfológicos indicam uma relação mais próxima com Peridiscus.
|  | Peridiscus lucidus                                                                                           |
|  | |
|  | \| \| Soyauxia floribunda \| \| \| \| \| \| Soyauxia tabotii \| \| \| \| \| \| Soyauxia kwewonii \| \| \| \| |
|  | |
|  | Soyauxia floribunda                                                                                          |
|  | |
|  | Soyauxia tabotii                                                                                             |
|  | |
|  | Soyauxia kwewonii                                                                                            |
|  | |

|  | Soyauxia floribunda |
|  |                     |
|  | Soyauxia tabotii    |
|  |                     |
|  | Soyauxia kwewonii   |
|  |                     |

|  | Peridiscus lucidus                                                                                           |
|  | |
|  | \| \| Soyauxia floribunda \| \| \| \| \| \| Soyauxia tabotii \| \| \| \| \| \| Soyauxia kwewonii \| \| \| \| |
|  | |
|  | Soyauxia floribunda                                                                                          |
|  | |
|  | Soyauxia tabotii                                                                                             |
|  | |
|  | Soyauxia kwewonii                                                                                            |
|  | |

|  | Soyauxia floribunda |
|  |                     |
|  | Soyauxia tabotii    |
|  |                     |
|  | Soyauxia kwewonii   |
|  |                     |

## Lista de espécies brasileiras[2]
Dentre os gêneros conhecidos apenas um ocorre no território Brasileiro, Peridiscus. Dentro desse gênero, há apenas uma espécie ocorrendo no Brasil: Peridiscus lucidus.

## Domínios e estados de ocorrência no Brasil[2]
Ocorre nativamente e sem endemismo no Brasil.

## Imagens

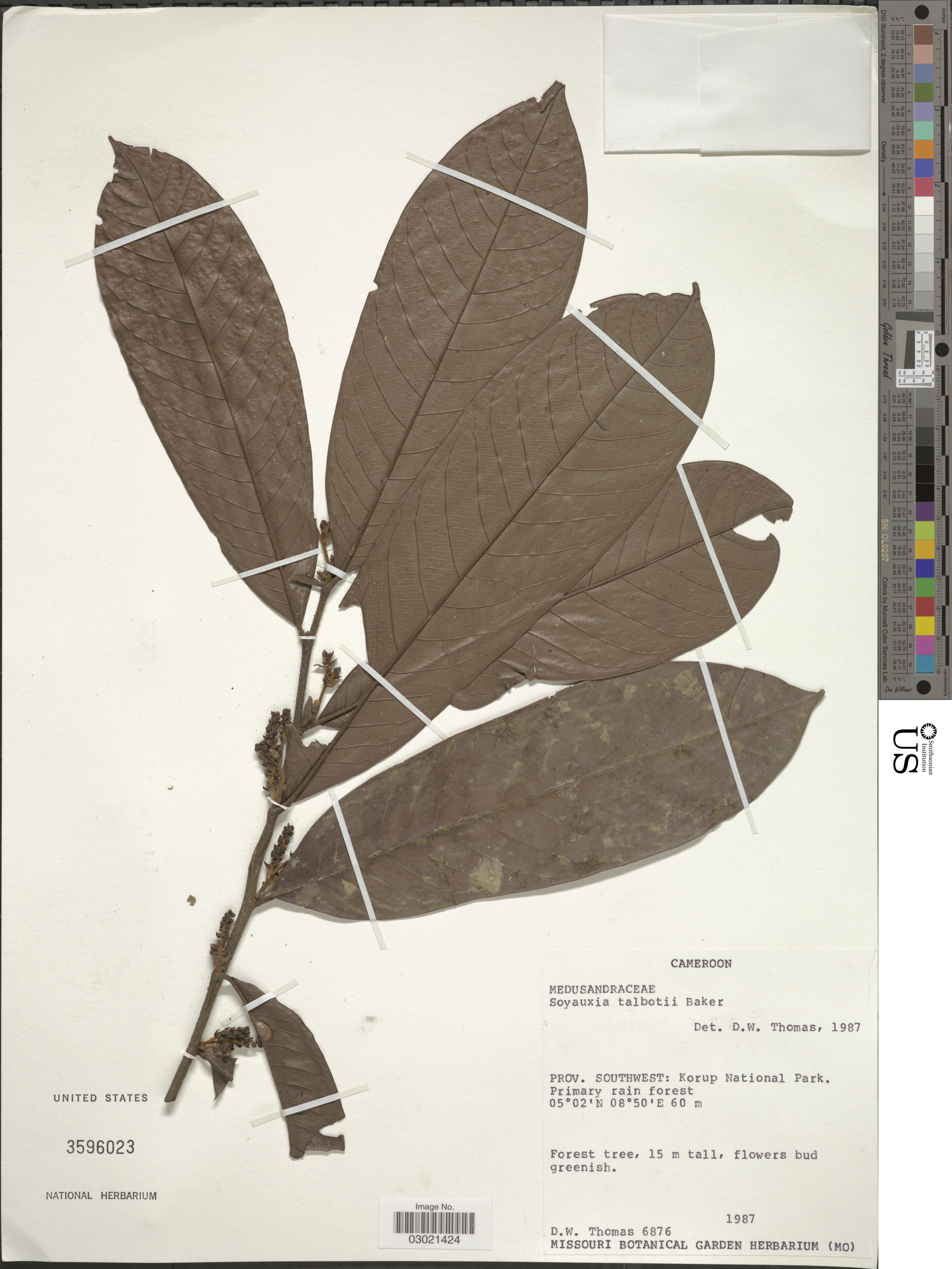
Soyauxia talbotii

### Distribuição geográfica
Ocorrências confirmadas:
Norte ( Amazonas e Amapá)
Possíveis ocorrências:
Norte (Pará, Rondônia, Roraima)

### Domínios Morfoclimáticos
Amazônia.

### Tipo de vegetação
Floresta de Terra Firme.